# Велчева, Мария
Мария Велчева (болг. Мария Николаева Велчева; род. 14 октября 1976, Мездра) — болгарская шахматистка, гроссмейстер среди женщин (1999).

## Биография
С 1990 по 1996 год участвовала в юношеских чемпионатах Европы по шахматам и юношеских чемпионатов мира по шахматам в различных возрастных группах. Наивысший успех достигла в 1995 году, когда победила на юношеском чемпионате Европы по шахматам среди девушек в возрастной группе U20. Пять раз побеждала на чемпионатах Болгарии по шахматам среди женщин (1996, 1997, 1999, 2000, 2001). Многократный лауреат различных международных шахматных турниров, в том числе побеждала в Пуле (1998), в Бухаресте (1999) и в женском зачете в Биле (2000).
В 2008 году в Нальчике участвовала на чемпионате мира по шахматам среди женщин, где в первом туре проиграла Анне Музычук.
Представляла Болгарию на восьми шахматных олимпиадах (1996—2010) и на пяти командных чемпионатах Европы по шахматам (1999—2007).